# Rodri
Rodrigo Hernández Cascante (španělská výslovnost: [roˈðɾiɣo eɾˈnandeθ kasˈkante]; *22. června 1996 Madrid), známý jako Rodri ([ˈroðɾi]) nebo Rodrigo ([roˈðɾiɣo]}), je španělský profesionální fotbalista, který hraje na pozici defenzivního záložníka za klub hrající anglickou Premier League Manchester City a za španělský národní tým, se kterým v roce 2024 vyhrál mistrovství Evropy ve fotbale. V témže roce získal ocenění Zlatý míč  pro nejlepšího hráče roku.
Je bývalý mládežnický reprezentant a v seniorské reprezentaci debutoval v roce 2018.

## Klubová kariéra

### Villarreal
Rodri se narodil v Madridu a v roce 2007, ve věku 11 let, se připojil do mládežnické akademie Atlética Madrid z týmu CF Rayo Majadahonda. Z klubu byl vyhozen v roce 2013 kvůli údajnému „nedostatku fyzické síly“, následně podepsal smlouvu s Villarrealem CF.
7. února 2015 Rodri debutoval v rezervním týmu, když se na hřiště dostal v závěru utkání proti RCD Espanyol B v Segunda División B. V základní sestavě se poprvé objevil o 15 dní později, při vítězství 2:0 nad Realem Zaragoza B.
Rodri debutoval v prvním týmu 17. prosince 2015 při domácím vítězství 2:0 proti SD Huesca v Copě del Rey. Jeho první start v La Lize si připsal 17. dubna 2016, kdy nastoupil jako náhradník za Denise Suáreze do druhého poločasu při prohře 2:1 na půdě Raya Vallecano.
4. prosince 2017 prodloužil smlouvu až do roku 2022. 18. února 2018 vstřelil svůj první gól ve španělské nejvyšší lize, otevřel skóre v zápase proti RCD Espanyol, který skončil 1:1.

### Atlético Madrid
24. května 2018 se Rodri vrátil do Atlética poté, co klub dosáhl dohody s Villarrealem o jeho přestupu, za poplatek ve výši okolo 20 milionů euro. S madridským týmem podepsal pětiletou smlouvu. Debutoval 15. srpna v Superpoháru UEFA 2018 v Tallinnu, když odehrál prvních 71 minut výhry 4:2 v prodloužení nad městskými rivaly Realem Madrid.

### Manchester City

#### Sezóna 2019/20
3. července 2019 využil Rodriho výstupní klausule 62,6 milionu liber anglický tým Manchester City. Stal se tak předmětem 5. nejdražšího přestupu anglického klubu. Podepsal pětiletou smlouvu.
Rodri debutoval 4. srpna v Community Shield 2019 na stadionu ve Wembley a odehrál celých 90 minut zápasu proti Liverpoolu, který City zvítězilo na penalty po remíze 1:1. V Premier League debutoval zápasem proti West Hamu United o šest dní později při výhře 5:0, a svůj první gól vstřelil 14. září při porážce 3:2 proti Norwich City FC.
V říjnu 2019 bylo oznámeno, že bude na měsíc chybět kvůli hamstringovému zranění.
1. března 2020 vyhrálo City potřetí v řadě EFL Cup na stadionu ve Wembley, když ve finále porazilo Aston Villu 2:1. Rodri vstřelil vítězný gól City po rohovém kopu.

#### Sezóna 2020/21
Dne 13. února 2021, proměnil Rodri penaltu, čímž otevřel skóre utkání proti Tottenhamu Hotspur, který City vyhrálo poměrem 3:0.

## Reprezentační kariéra
Poté, co reprezentoval Španělsko na úrovních do 16 let, do 19 let a do 21 let, byl Rodri 16. března 2018 poprvé povolán do seniorské reprezentace na dva přátelské zápasy s Německem a Argentinou. Debutoval o pět dní později, když v Düsseldorfu vystřídal Thiaga Alcântaru v zápase proti Německu. V listopadu 2020 vstřelil svůj první reprezentační gól při výhře 6:0 proti Německu.

## Statistiky

### Klubové
K 7. březnu 2021
| Klub            | Sezóna  | Liga               | Liga   | Liga | Národní pohár | Národní pohár | Ligový pohár | Ligový pohár | Evropské poháry | Evropské poháry | Ostatní | Ostatní | Celkem | Celkem |
| Klub            | Sezóna  | Liga               | Zápasy | Góly | Zápasy        | Góly          | Zápasy       | Góly         | Zápasy          | Góly            | Zápasy  | Góly    | Zápasy | Góly   |
| --------------- | ------- | ------------------ | ------ | ---- | ------------- | ------------- | ------------ | ------------ | --------------- | --------------- | ------- | ------- | ------ | ------ |
| Villarreal B    | 2014/15 | Segunda División B | 7      | 0    | —             | —             | —            | —            | —               | —               | —       | —       | 7      | 0      |
| Villarreal B    | 2015/16 | Segunda División B | 32     | 1    | —             | —             | —            | —            | —               | —               | 2       | 1       | 34     | 2      |
| Villarreal B    | Celkem  | Celkem             | 39     | 1    | —             | —             | —            | —            | —               | —               | 2       | 1       | 41     | 2      |
| Villarreal      | 2015/16 | La Liga            | 3      | 0    | 3             | 0             | —            | —            | 0               | 0               | —       | —       | 6      | 0      |
| Villarreal      | 2016/17 | La Liga            | 23     | 0    | 4             | 0             | —            | —            | 4               | 1               | —       | —       | 31     | 1      |
| Villarreal      | 2017/18 | La Liga            | 37     | 1    | 4             | 0             | —            | —            | 6               | 0               | —       | —       | 47     | 1      |
| Villarreal      | Celkem  | Celkem             | 63     | 1    | 11            | 0             | —            | —            | 10              | 1               | —       | —       | 84     | 2      |
| Atlético Madrid | 2018/19 | La Liga            | 34     | 3    | 4             | 0             | —            | —            | 8               | 0               | 1       | 0       | 47     | 3      |
| Manchester City | 2019/20 | Premier League     | 35     | 3    | 4             | 0             | 4            | 1            | 8               | 0               | 1       | 0       | 52     | 4      |
| Manchester City | 2020/21 | Premier League     | 26     | 1    | 2             | 0             | 4            | 0            | 6               | 0               | —       | —       | 38     | 0      |
| Manchester City | Celkem  | Celkem             | 61     | 4    | 6             | 0             | 8            | 1            | 14              | 0               | 1       | 0       | 90     | 5      |
| Celkem          | Celkem  | Celkem             | 197    | 9    | 22            | 1             | 8            | 1            | 32              | 1               | 4       | 1       | 262    | 12     |

### Reprezentační
K 17. listopadu 2020
| Rok    | Zápasy | Góly |
| ------ | ------ | ---- |
| 2018   | 4      | 0    |
| 2019   | 7      | 0    |
| 2020   | 6      | 1    |
| Celkem | 17     | 1    |

#### Reprezentační góly
K zápasu odehranému 17. listopadu 2020. Skóre a výsledky Španělska jsou vždy zapisovány jako první
| Gól | Datum              | Místo                          | Zápas | Soupeř  | Skóre | Výsledek | Soutěž                   |
| --- | ------------------ | ------------------------------ | ----- | ------- | ----- | -------- | ------------------------ |
| 1.  | 17. listopadu 2020 | La Cartuja, Sevilla, Španělsko | 17.   | Německo | 3:0   | 6:0      | Liga národů UEFA 2020/21 |

## Ocenění
Atlético Madrid
- Superpohár UEFA: 2018[28]

Manchester City
- Liga mistrů UEFA: 2022/23
- Premier League: 2020/21, 2021/22, 2022/23, 2023/24
- FA Cup: 2022/23
- EFL Cup: 2019/20[29]
- Community Shield: 2019[20]
- Superpohár UEFA: 2023
- Mistrovství světa ve fotbale klubů: 2023

Španělsko
- Mistrovství Evropy ve fotbale: 2024
- Liga národů UEFA: 2022/23

Španělsko U19
- Mistrovství Evropy do 19 let: 2015[30]

Španělsko U21
- Mistrovství Evropy do 21 let: 2017 (druhé místo)[31][32]

Individuální
- 1× Zlatý míč (2024)
- Hráč sezóny Ligy mistrů UEFA 2022/23
- Nejlepší hráč Mistrovství Evropy ve fotbale 2024